# Nikola Karabatić
Nikola Karabatić (Niš, 1984. április 11. –) jugoszláv-szerb születésű olimpiai, Európa- és világbajnok francia válogatott kézilabdázó, balátlövő. Jelenleg a francia PSG játékosa. A 2007-es, a 2014-es és a 2016-os év legjobb kézilabdázójának választották.
Öccse, Luka Karabatić szintén francia válogatott kézilabdázó.

## Pályafutása
Jugoszláviát négyévesen hagyta el Karabatić, mert az édesapja, Branko (a jugoszláv válogatott egykori kapusa) Franciaországból kapott ajánlatot. Tizenhét évesen már a Montpellier HB játékosaként bemutatkozhatott a francia elsőosztályban, rá egy évre a válogatottba is behívták. A Montpellier együttesével 2003-ban Bajnokok ligáját nyert.
2005-ben Németországba, a THW Kiel együtteséhez igazolt. Itt 2006-ban a Kieler Nachrichten című napilaptól megkapta az Év kieli sportolója címet. 2007-ben egy szezonon belül nyerte meg a THW Kiellel a bajnokságot, a kupát és a Bajnokok ligáját. Előző klubja, a Montpellier HB 2009-ben Vid Kavtičnikkel együtt 1,5 millió euró ellenében visszavásárolta a játékjogát. A francia csapattal újra bajnok lett.
A 2012. május 12-én a már bajnok Montpellier HB a kiesés ellen küzdő Cesson-Sevigne ellen játszott, és meglepő, 31–28-as vereséget szenvedett. A mérkőzésre sok fogadást kötöttek, amelyekkel összesen nagyjából 200.000 eurós össznyereményt értek el. Az esetben több kézilabdázó is érintett volt, köztük Karabatić is, aki ugyan sérülés miatt nem játszott a mérkőzésen, de élettársán keresztül fogadást kötött a mérkőzésre. 2013 januárjában felbontotta szerződését a Montpellier HB-nél, és a szintén francia élvonalbeli Aix-en-Provence csapatához igazolt a szezon végéig. A Francia kézilabda-szövetség 2013 februárjában Karabatićot és hat másik csapattársát sportetikai vétség miatt hat-hat mérkőzésre eltiltotta, a francia ügyészség pedig 20 ezer eurós pénzbüntetést, és három hónapos felfüggesztett börtönbüntetést szabott ki rá. Az elhúzúdó ítélkezés során 2017 februárjában született újabb ítélet, eszerint pénzbüntetését 10 ezer euróra mérsékelték, és a felfüggesztett börtönbütetés mértékén is enyhítettek két hónapra.
2013-ban a spanyol bajnok FC Barcelonához igazolt két évre. Ezalatt megnyerte a spanyol bajnokságot és a kupát is, valamint 2015-ben a Bajnokok ligáját. A Bajnokok ligája döntőjében a MKB-MVM Veszprém KC-t legyőzve Karabatić harmadszor győzött a sorozatban, három különböző csapattal. Ezzel egyszerre birtokolta a négy legfontosabb címet a kézilabdában: olimpiai bajnoki, világbajnoki, európa-bajnoki és Bajnokok ligája címvédő volt. 2015-től a Paris Saint-Germain játékosa.
A francia válogatottban 2002. októberében mutatkozhatott be, Oroszország ellen egy világkupa-találkozón. A 2008-as Európa-bajnokság és a 2011-es vb legértékesebb játékosának is megválasztották.

## Sikerei, díjai

### Válogatottban
A 2004-es és a 2010-es Európa-bajnokság és a 2007-es világbajnokság All-star csapatába beválasztották. A 2008-as Európa-bajnokság legértékesebb játékosa, és társgólkirálya Lars Christiansennel, és Ivano Balićcsal.
- Olimpia győztese: 2008, 2012, 2020
  - 2. helyezett: 2016
  - 5. helyezett: 2004
- Világbajnokság győztese: 2009, 2011, 2015, 2017
  - 2. helyezett: 2023
  - 3. helyezett: 2003, 2005
  - 4. helyezett: 2007
- Európa-bajnokság győztese: 2006, 2010, 2014, 2024
  - 6. helyezett: 2004

### Klubcsapatban
- EHF-bajnokok ligája: 3-szoros győztes: 2003, 2007, 2015
- Német bajnokság: 4-szeres győztes: 2006, 2007, 2008, 2009
- Német-kupa: 3-szoros győztes: 2007, 2008, 2009
- Francia bajnokság: 15-szörös győztes: 2002, 2003, 2004, 2005, 2010, 2011, 2012, 2016, 2017, 2018, 2019, 2020, 2021, 2022, 2023
- Francia-kupa: 9-szeres győztes: 2001, 2002, 2003, 2005, 2010, 2012, 2018, 2021, 2022
- Francia ligakupa: 7-szeres győztes: 2004, 2005, 2010, 2011, 2012, 2017, 2018
- Spanyol bajnokság: 2-szeres győztes: 2014, 2015
- Spanyol-kupa: 2-szeres győztes: 2014, 2015

### Díjai, elismerései
- A világ legjobb kézilabdázója: 2007, 2014, 2016[8]
- Világbajnokság legértékesebb játékosa: 2011, 2017
- Világbajnokság All-star csapatának tagja: 2007, 2009, 2015
- Európa-bajnokság legértékesebb játékosa: 2008, 2014
- Európa-bajnokság All-star csapatának tagja: 2004, 2010
- Európa-bajnokság gólkirálya: 2008 (megosztva Lars Christiansennel és Ivano Balić-csal)
- Bajnokok ligája gólkirálya: 2007